# Władimir Kałasznikow (1929–2008)
Władimir Iljicz Kałasznikow (ros. Владимир Ильич Калашников, ur. 1929, zm. 2008) – radziecki działacz partyjny.
Ukończył Stawropolski Instytut Rolniczy, 1950-1961 pracował w gospodarce Kraju Stawropolskiego, od 1954 w KPZR. Od 1961 funkcjonariusz partyjny, 1975-1982 sekretarz Komitetu Krajowego KPZR w Stawropolu, 1982-1984 minister melioracji i gospodarki wodnej RFSRR. Od 24 stycznia 1984 do 24 stycznia 1990 I sekretarz Komitetu Obwodowego KPZR w Wołgogradzie, od 1990 na emeryturze. 1986-1990 członek KC KPZR. Deputowany do Rady Najwyższej ZSRR 11 kadencji. Deputowany ludowy ZSRR.